# Žerotínovo náměstí (Třebíč)
Žerotínovo náměstí je náměstí v Třebíči na Podklášteří.

## Historie

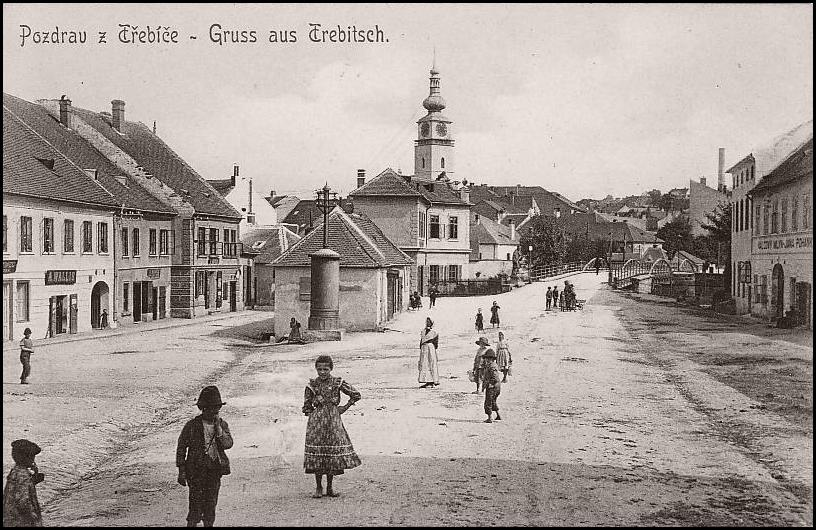
Žerotínovo náměstí v roce 1907

Prostor Žerotínova náměstí zřejmě sloužil jako tržiště ještě před založením města Třebíče; je tedy pravděpodobně nejstarší ve městě. Vzniklo při brodu přes řeku Jihlavu. Vedla tudy obchodní cesta od jihu z Rakous. Ta se pak v Týně spojovala s další obchodní cestou ze střední Moravy (Rajhrad) a Uher. Z Týna pak cesta vedla dál na Přibyslavice a do jižních Čech (Chýnov), resp. ke Kamenici a Polnou do Čech (Libici, Chrudimsko). Po založení benediktinského kláštera roku 1101 se hlavní místní tržiště přesunulo k němu, aby těžilo z výhod blízkosti klášterního opevnění. V době vrcholného stavebního rozmachu kláštera sahalo jeho opevněné předhradí v místech dnešního finančního úřadu až k řece.
Žerotínovo náměstí bylo jádrem někdejší Obce Podklášteří, sloučené v roce 1944 s Třebíčí. Před rokem 1945 nemělo žádný úřední název. Poté dostalo jméno slavného moravského šlechtice Karla staršího ze Žerotína, který byl od roku 1614 manželem Kateřiny z Valdštejna, majitelky třebíčského panství.

## Charakteristika

### Samo náměstí
Žerotínovo náměstí má téměř tvar obdélníka ve směru severozápad-jihovýchod. Dosahuje délky asi 70 m a šířky asi 35 m. Svou nadmořskou výškou se pohybuje v rozmezí 395–400 m n. m. Jeho plocha bez bočních prostranství dosahuje 0,3 ha.
Jižní strana náměstí plynule přechází do 53metrového podklášterského (Masarykova) mostu, spojující Podklášteří s Vnitřním Městem a Stařečkou. Mostem vede a Podklášteří protíná silnice č. 351 běžící dále na Račerovice. Na náměstí jsou zastávky městské hromadné dopravy.

### Některé budovy na náměstí

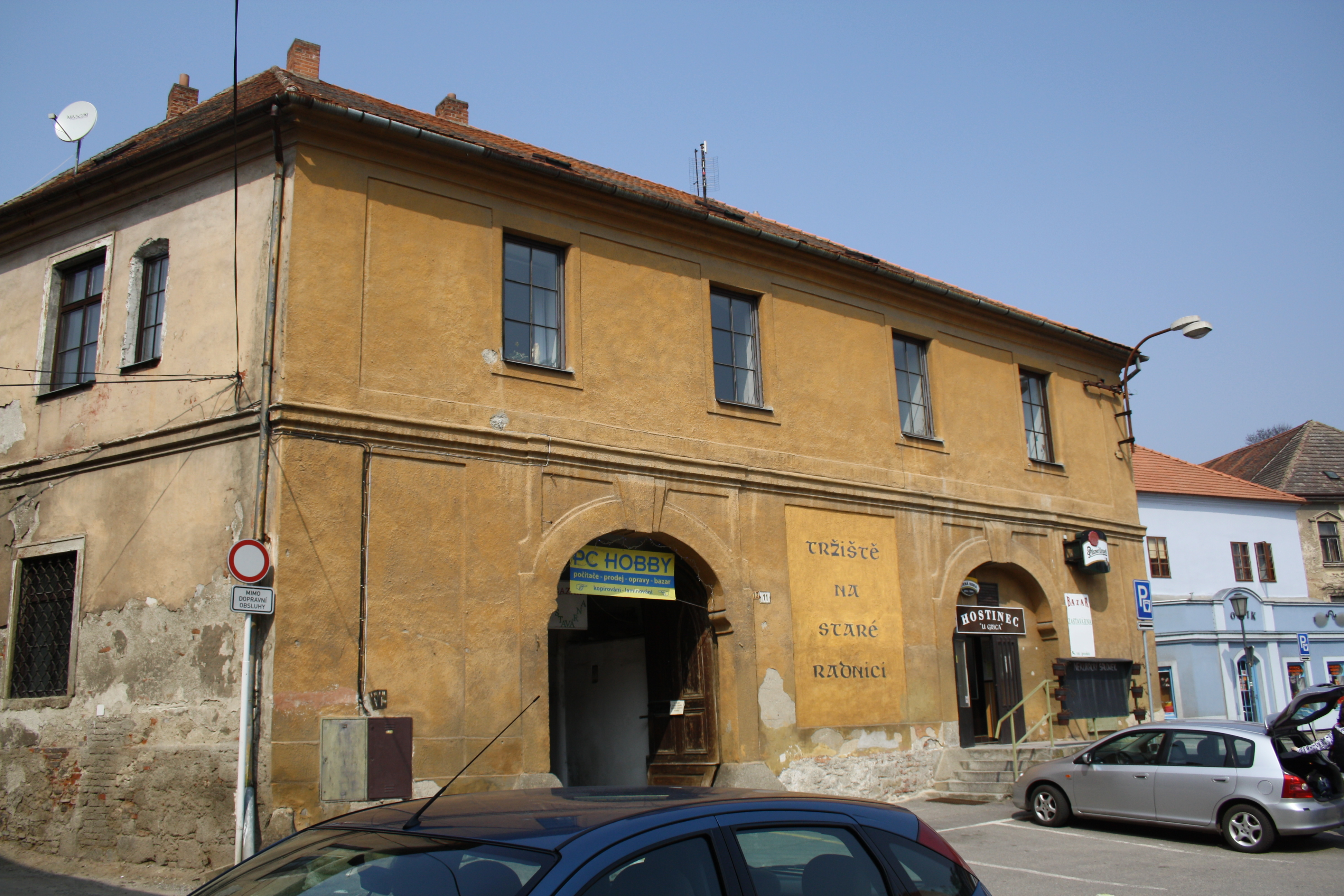
Bývalý zájezdní hostinec U Rakouského císaře

Z širšího prostoru Žerotínova náměstí, z místa zvaného Na Sálku býval přímý přístup do kláštera vstupní bránou. Hlavní vstup do zámku z ulice 9. května zbudovali až Osovští z Doubravice. Ze zbytku bývalé hlavní vstupní brány je dnes dům čp. 163. Aby došlo k opětovnému spojení baziliky s Žerotínovým náměstí, muselo by dojít k majetkovému vypořádání dosavadních vlastníků (čp. 112) přilehlé parcely. Prostranství Na Sálku má své jméno podle toho, že v blízkosti býval zahradní taneční sál někdejšího Bittrova hostince (dnes pletárna). O výsadbě tamních kaštanů se podklášterská obec usnesla roku 1900.
V domě čp. 22 na rohu k ulici Blahoslavově míval obchod s železným zbožím Hugo Bachrach. Po odsunu třebíčských židů bylo v tomto domě vetešnictví, Třebíčany nazývané Aso. Vedle toho zde býval řezník a sedlář. Hned vedle v domě čp. 21 pak býval jeden z podklášterských hostinců – U Bouzků, nazývaný též V Tunelu pro jeho dlouhý klenutý lokál. Dům čp. 20 patřil klempířskému mistru Janu Hovězovi, dům čp. 19 náležel Karlu Pejcharovi a jeho pekařství a krupařství. Na východ od těchto čtyř domů začínají Židy, třebíčská židovská čtvrť.
Před domem čp. 19 a 20 stávala trojice domků sloužících židovským obchodníkům. Podnikali v nich řezníci nebo prodejci textilu. Vysoký válec vedle domků, jak je patrný na starších fotografiích, býval transformátor, sloužící jako plakátovací plocha. Domky byly zbořeny v roce 1953.
Podklášterská radnice – obecní úřad býval v domě čp. 25 zvaném Na Pančavě. Tento dům v patře mezi oběma okny nese barevný znak Podklášteří, obnovený na podzim 2008. Na radnici bývala obecní šatlava.
Naproti budově radnice přes ulici je stará budova zájezdního hostince U Rakouského císaře, dnes U Staré radnice.
Dům čp. 17 hostí finanční úřad. Předtím sloužil Hospodářskému družstvu. Rozsáhlou přestavbou a přístavbou prošel v roce 1938. Původně to byl mlýn.

### Socha sv. Jana Nepomuckého
Socha pochází z roku 1704, jejím autorem je pravděpodobně Štěpán Pagan.
V roce 2017 byla rekonstruována socha svatého Jana Nepomuckého, byla rekonzervována a byl postaven nový podstavec. V roce 2021 byla socha sv. Jana Nepomuckého sundána a odeslána na komplexní restauraci do ateliéru Jana Vodáčka, přibližně v roce 2022 by měla být konzervovaná socha vrácena zpět na Podklášterský most. Nakonec byla socha na své místo vrácena v červenci roku 2023, mimo jiné byl odstraněn původní tmel a beton, který zakrýval obličej a detaily sochy.

### Podklášterský most
Podklášterský most (původně nazývaný také Masarykův most) je spojnicí mezi Vnitřním městem a Podklášteřím a Zámostím. Původní most byl postaven v roce 1930, v roce 2009 bylo rozhodnuto, že původní most bude stržen a bude postaven nový most, ke stavbě nového mostu došlo v roce 2016 s tím, že dostavěn bude v roce 2017.